# Liste des stations de métro de la Seine-Saint-Denis
Cette liste répertorie les stations de métro situées dans le département français de la Seine-Saint-Denis. Parmi les 321 que compte le réseau complet, vingt-neuf desservent ce département francilien. Situées sur huit lignes différentes, elles débouchent dans douze de ses communes, Saint-Denis étant la mieux couverte avec six stations. Mairie des Lilas est la plus ancienne : elle a ouvert le 17 février 1937, avant la création de la Seine-Saint-Denis elle-même.

## Stations de métro en service

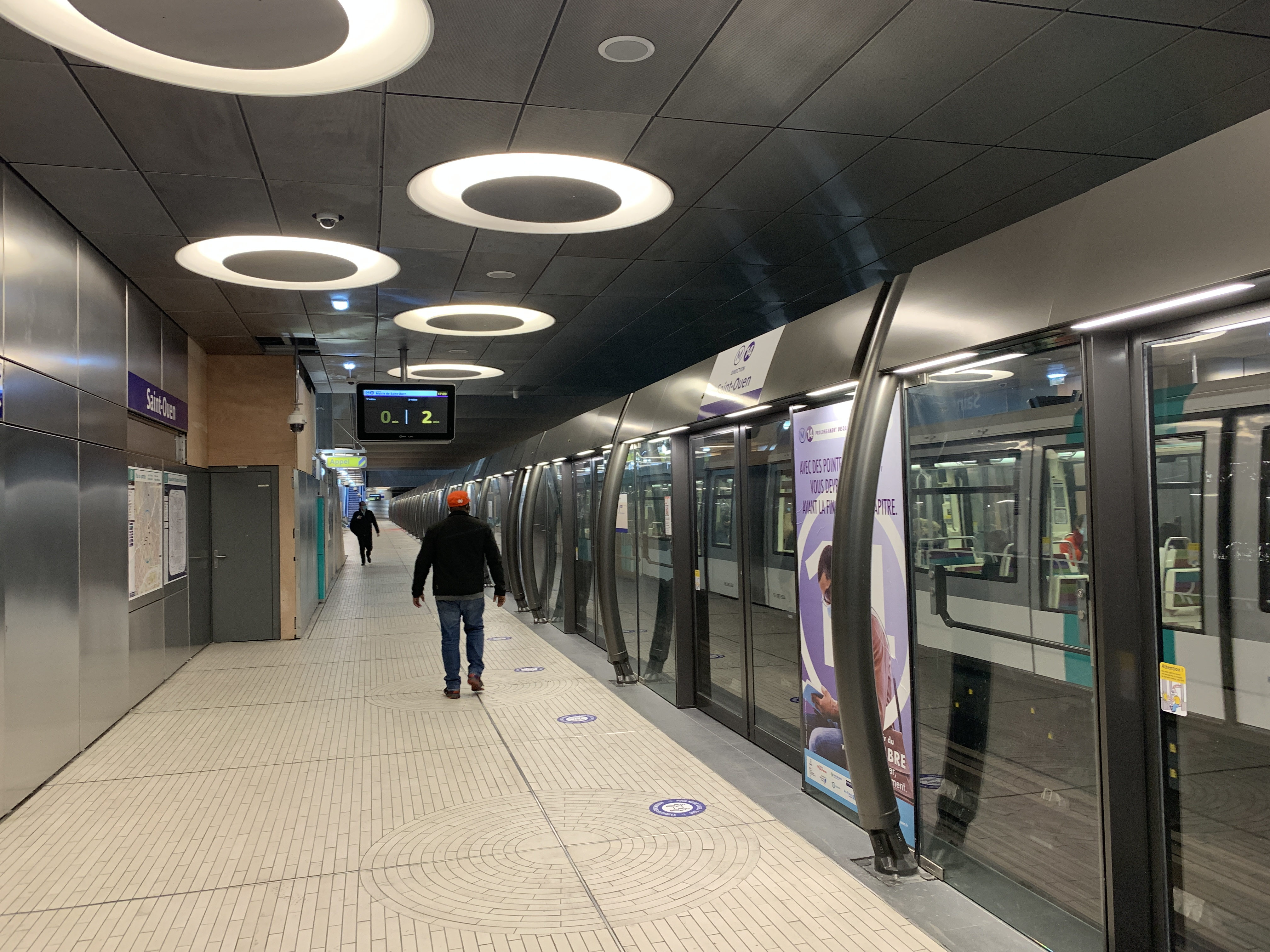
Le prolongement de la ligne 14 à Saint-Ouen entre en service en décembre 2020.

| Station                                 | Date de l'ouverture | Lignes            | Communes desservies           |
| --------------------------------------- | ------------------- | ----------------- | ----------------------------- |
| Aimé Césaire                            | 31 mai 2022         | (M) · (12)        | Aubervilliers                 |
| Aubervilliers - Pantin - Quatre Chemins | 4 octobre 1979      | (M) · (7)         | Aubervilliers, Pantin         |
| Basilique de Saint-Denis                | 20 juin 1976        | (M) · (13)        | Saint-Denis                   |
| Bobigny - Pablo Picasso                 | 25 avril 1985       | (M) · (5)         | Bobigny                       |
| Bobigny - Pantin - Raymond Queneau      | 25 avril 1985       | (M) · (5)         | Bobigny, Pantin               |
| Carrefour Pleyel                        | 30 juin 1952        | (M) · (13)        | Saint-Denis                   |
| Coteaux Beauclair                       | 13 juin 2024        | (M) · (11)        | Noisy-le-Sec, Rosny-sous-Bois |
| Croix de Chavaux                        | 14 octobre 1937     | (M) · (9)         | Montreuil                     |
| Église de Pantin                        | 12 octobre 1942     | (M) · (5)         | Pantin                        |
| Fort d'Aubervilliers                    | 4 octobre 1979      | (M) · (7)         | Aubervilliers                 |
| Front populaire                         | 18 décembre 2012    | (M) · (12)        | Aubervilliers, Saint-Denis    |
| Gallieni                                | 2 avril 1971        | (M) · (3)         | Bagnolet                      |
| Garibaldi                               | 30 juin 1952        | (M) · (13)        | Saint-Ouen-sur-Seine          |
| Hoche                                   | 12 octobre 1942     | (M) · (5)         | Pantin                        |
| La Courneuve - 8 Mai 1945               | 6 mai 1987          | (M) · (7)         | La Courneuve                  |
| La Dhuys                                | 13 juin 2024        | (M) · (11)        | Montreuil, Rosny-sous-Bois    |
| Mairie d'Aubervilliers                  | 31 mai 2022         | (M) · (12)        | Aubervilliers                 |
| Mairie de Montreuil                     | 14 octobre 1937     | (M) · (9)         | Montreuil                     |
| Mairie de Saint-Ouen                    | 30 juin 1952        | (M) · (13) · (14) | Saint-Ouen-sur-Seine          |
| Mairie des Lilas                        | 17 février 1937     | (M) · (11)        | Les Lilas                     |
| Montreuil - Hôpital                     | 13 juin 2024        | (M) · (11)        | Montreuil, Noisy-le-Sec       |
| Robespierre                             | 14 octobre 1937     | (M) · (9)         | Montreuil                     |
| Romainville - Carnot                    | 13 juin 2024        | (M) · (11)        | Noisy-le-Sec, Romainville     |
| Rosny-Bois-Perrier                      | 13 juin 2024        | (M) · (11)        | Rosny-sous-Bois               |
| Saint-Denis Pleyel                      | 24 juin 2024        | (M) · (14)        | Saint-Denis                   |
| Saint-Denis - Porte de Paris            | 20 juin 1976        | (M) · (13)        | Saint-Denis                   |
| Saint-Denis - Université                | 25 mai 1998         | (M) · (13)        | Saint-Denis                   |
| Saint-Ouen                              | 14 décembre 2020    | (M) · (14)        | Saint-Ouen-sur-Seine, Clichy  |
| Serge Gainsbourg                        | 13 juin 2024        | (M) · (11)        | Les Lilas                     |

## Communes desservies

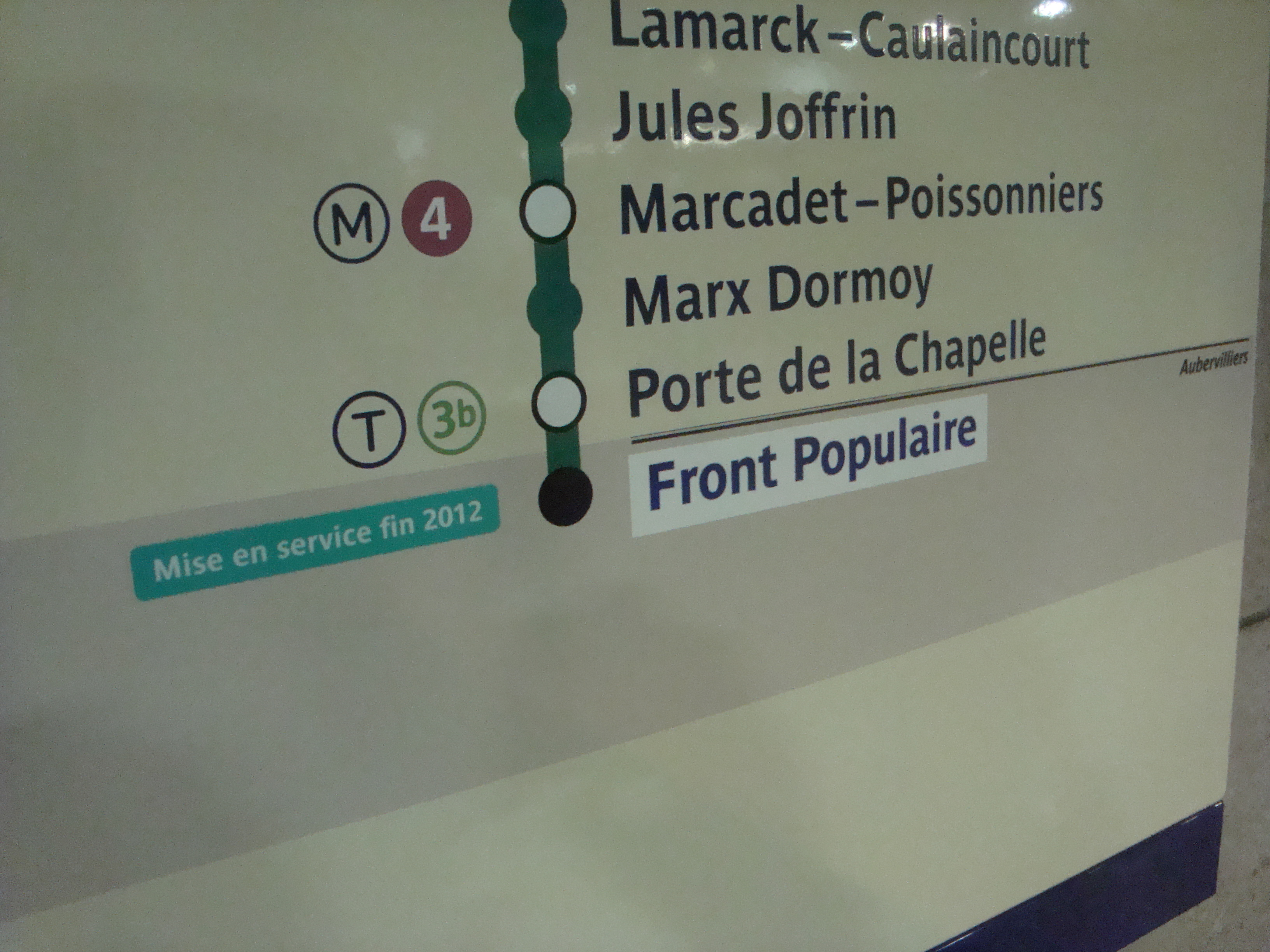
Front populaire a ouvert en 2012.

| Commune              | Stations | Lignes                   | Première ouverture |
| -------------------- | -------- | ------------------------ | ------------------ |
| Aubervilliers        | 5        | (M) · (7) · (12)         | 4 octobre 1979     |
| Bagnolet             | 1        | (M) · (3)                | 2 avril 1971       |
| Bobigny              | 2        | (M) · (5)                | 25 avril 1985      |
| La Courneuve         | 1        | (M) · (7)                | 6 mai 1987         |
| Les Lilas            | 2        | (M) · (11)               | 17 février 1937    |
| Montreuil            | 5        | (M) · (9) · (11)         | 14 octobre 1937    |
| Noisy-le-Sec         | 3        | (M) · (11)               | 13 juin 2024       |
| Pantin               | 4        | (M) · (5) · (7)          | 12 octobre 1942    |
| Romainville          | 1        | (M) · (11)               | 13 juin 2024       |
| Rosny-sous-Bois      | 3        | (M) · (11)               | 13 juin 2024       |
| Saint-Denis          | 6        | (M) · (12) · (13) · (14) | 30 juin 1952       |
| Saint-Ouen-sur-Seine | 3        | (M) · (13) · (14)        | 30 juin 1952       |

## Futures stations
| Station                   | Date de l'ouverture | Lignes                  | Communes desservies              |
| ------------------------- | ------------------- | ----------------------- | -------------------------------- |
| Aulnay Val Francilia      | 2026                | (M) · (16)              | Aulnay-sous-Bois                 |
| Bondy                     | 2031                | (M) · (15)              | Bondy                            |
| Clichy - Montfermeil      | 2026                | (M) · (16)              | Clichy-sous-Bois, Montfermeil    |
| Drancy - Bobigny          | 2031                | (M) · (15)              | Drancy                           |
| La Courneuve - Six Routes | 2026                | (M) · (16) · (17)       | La Courneuve                     |
| Le Bourget                | 2026                | (M) · (7) · (16) · (17) | Bourget                          |
| Le Bourget - Aéroport     | 2026                | (M) · (17)              | Dugny, Le Blanc-Mesnil           |
| Noisy - Champs            | 2025                | (M) · (15) · (16)       | Noisy-le-Grand, Champs-sur-Marne |
| Parc des Expositions      | 2028                | (M) · (15)              | Villepinte                       |
| Parc du Blanc-Mesnil      | 2026                | (M) · (16)              | Le Blanc-Mesnil                  |
| Pont de Bondy             | 2031                | (M) · (15)              | Bondy, Noisy-le-Sec              |
| Sevran - Beaudottes       | 2026                | (M) · (16)              | Sevran                           |
| Sevran - Livry            | 2026                | (M) · (16)              | Sevran                           |
| Stade de France           | 2031                | (M) · (15)              | Saint-Denis                      |